# Beş Yıl Önce, On Yıl Sonra
Beş Yıl Önce, On Yıl Sonra (tradução literal: Cinco anos antes, dez anos depois) é uma banda turca que representou o seu país no Festival Eurovisão da Canção 1984 interpretando o tema  Halay que terminou em 12 º lugar e 37 pontos.

## Membros da banda
A banda é composta por:
- Nilgün Onatkut
- Atakan Ünüvar
- Mehmet Horoz
- Şebgün Tansel

## Álbuns
- Beş Yıl Önce On Yıl Sonra (1982)
- Beş Vals 10 Tango (1983)
- Ajda Pekkan Ve Beş Yıl Önce On Yıl Sonra (1985)
- Extra (1985)
- Beş Yıl Önce On Yıl Sonra (1987)
- Dört Mevsim (1988)
- Biraz Müzik (2001)